# هاینتس کلوس
هاینتس کلوس (به آلمانی: Heinz Kloss) (۳۰ اکتبر ۱۹۰۴، هاله، زاکسن-آنهالت - ۱۳ ژوئن ۱۹۸۷) یک زبان‌شناس آلمانی و مرجع معتبر بین‌المللی در مورد اقلیت‌های زبانی بود.
وی اصطلاحات «زبان دور» و «زبان گسترده» را ابداع کرد تا سعی کند تفاوت میان آنچه را که معمولاً گویش نامیده می‌شود و آنچه را که معمولاً زبان نامیده می‌شود، توصیف کند.